# Крэйпо, Майк
Майкл Дин «Майк» Крэйпо (англ. Michael Dean "Mike" Crapo, род. 20 мая 1951 года, Айдахо-Фолс, Айдахо, США) — американский политик, сенатор США от штата Айдахо (с 1999 года).

## Биография
В 1969 году окончил среднюю школу в Айдахо-Фолс, в 1973 году получил степень бакалавра искусств в политике в университете Бригама Янга, в 1977 году — степень доктора права в Гарвардской школе права. В том же 1977 году принят в коллегию адвокатов, до 1978 года работал в штате федерального судьи 9-го округа Джеймса Маршалла Картера. В 1978—1979 годах занимался юридической практикой в Сан-Диего, а с 1979 по 1992 год — в Айдахо-Фолс. С 1985 по 1992 год являлся сенатором штата Айдахо (с 1988 по 1992 год занимал должность временного председателя Сената Айдахо). С 3 января 1993 по 3 января 1999 года — член Палаты представителей США, с 1999 года — сенатор США от Айдахо.
Являлся сопредседателем трёх кокусов: Western Water, COPD и Sportsman, помощником старшего парламентского организатора большинства, членом Комитета по банкам, жилищному строительству и проблемам городского развития, Бюджетного комитета, Комитета по вопросам окружающей среды и общественных работ, Финансового комитета.
8 октября 2016 года Крэйпо опубликовал заявление с осуждением сексистских высказываний кандидата в президенты США от Республиканской партии Дональда Трампа и предложил ему добровольно снять свою кандидатуру с тем, чтобы партия могла выдвинуть более достойного кандидата.
8 ноября 2016 года переизбран в Сенат с результатом 66,1 % голосов против 27,8 % у кандидата от Демократической партии Джерри Стерджилла.

## Личная жизнь
В 1974 году Майк Крэйпо женился на Сьюзан Дайан Хэзлтон (Susan Diane Hasleton), у них в семье пятеро детей: Мишель, Брайан, Стефани, Лара и Пол.